# George Engelmann
George Engelmann (Frankfurt del Main, 2 de febrer de 1809 − Saint Louis, 11 de febrer de 1884) va ser un metge, botànic i meteoròleg d'origen alemany. El seu nom complet era Georg Theodor Engelmann, es va graduar a la Universitat de Halle i també va estudiar ciències a la Universitat de Heidelberg i a la Universitat de Würzburg on es doctorà en medicina l'any 1831. L'any 1832 emigrà als Estats Units.

## Carrera
Va explorar especialment les muntanyes Rocoses i el nord de Mèxic.
Va ser íntim amic i col·laborador del botànic Asa Gray.
La seva recerca científica sobre la biologia i la botànica el van conduir a fer observacions meteorològiques continuades a St Louis des de l'any 1836 fins a la seva mort. Va ser el primer a remarcar que les vinyes americanes estaven immunitzades contra la fil·loxera (Phylloxera vastatrix), la qual també és originària d'Amèrica. S'interessà en especial pels cactus, els roures i les coníferes.

## Plantes que porten el seu nom
- Picea engelmannii és una espècie de Picea.
- Pinus engelmannii, un pi d'Amèrica
- Opuntia engelmannii, un cactus